# Independence Stadium (Namibia)
Das Independence Stadium (deutsch Unabhängigkeitsstadion) ist ein Fußballstadion im Stadtteil Olympia der namibischen Hauptstadt Windhoek. Es ist das größte Stadion und Nationalstadion des Landes.

## Veranstaltungen
Neben fast allen Spielen der namibischen Fußballnationalmannschaft (bis zum Verlust der Zulassung durch FIFA und CAF im Jahre 2020/21) werden hier auch andere Wettkämpfe – wie Leichtathletik – und Veranstaltungen ausgetragen. Regelmäßig finden hier Feierlichkeiten zur Unabhängigkeit Namibias statt. Auch für Konzerte wird das Stadion genutzt.
Im Stadion fanden Spiele der Fußball-Afrikameisterschaft der Frauen 2014 statt. Hierfür verfügte das Stadion über eine Kapazität von 19.300 Plätzen.

## Renovierung
Von Mitte Dezember 2009 bis März 2010 wurden weitreichende Renovierungsarbeiten am Stadion durchgeführt. Gründe hierfür waren unter anderem die 20-Jahre-Unabhängigkeitsfeier am 21. März 2010 und auch um teilnehmenden Mannschaften der Fußball-Weltmeisterschaft 2010 in Südafrika die Möglichkeit zu geben, ihre Vorbereitung in Namibia durchzuführen.
Im Juni 2022 wurde, sofern Namibias gemeinsame Bewerbung mit Botswana zur Austragung des Afrika-Cup 2027 erfolgreich sein sollte, die Sanierung und der Ausbau des Stadions auf 45.000 Zuschauerplätze angekündigt. Namibia zog sich von der gemeinsamen Bewerbung Anfang 2023 zurück. Zunächst sollte dennoch ab August 2022 eine Renovierung und Sanierung mit einem Finanzvolumen von 83 Millionen Namibia-Dollar durchgeführt werden. Mit Stand Februbear 2023 haben die Renovierungsarbeiten noch nicht begonnen und verzögerten sich auch noch im Juni 2024. Im Februar 2025 wurde der Finanzbedarf der Sanierung mit einer Milliarde Namibia-Dollar angegeben. Die Bauzeit soll 2,5 Jahre betragen.

## Namensverwechslung
Das Stadion ist nicht zu verwechseln mit dem im Stadtteil Katutura befindlichen Sam-Nujoma-Stadion und dem Independence Stadium in der nordnamibischen Stadt Oshakati.